# Valdemar Magnusson
Valdemar Magnusson (po 1280 – 1318) byl švédský princ a finský vévoda, syn Magnuse III. Švédského a Helvig Holštýnské.

## Politická kariéra
U příležitosti korunovace svého bratra Birgera se stal finským vévodou. V té době se oženil s Kristinou, dcerou Torgilse Knutssona, faktického vládce Švédska v prvních letech vlády krále Birgera. V prosinci 1305 byl Torgils zatčen a v únoru 1306 popraven. Valdemar se rozvedl s Kristinou s tím, že jsou v náboženském smyslu spříznění – Torgils byl jeho kmotrem. V roce 1312 se konala Oslu dvojitá svatba: Valdemar se oženil s Ingeborg Norskou, dcerou Erika II. Norského, zatímco jeho bratr Erik Magnusson se oženil s jinou Ingeborg Norskou, dcerou Haakona V. Norského. V roce 1316 měli Valdemar a Ingeborg syna, který zřejmě zemřel mladý.
V roce 1306 Erik a Valdemar zajali svého bratra Birgera, ale v roce 1308 je Erik VI. Dánský donutil ho propustit. Do roku 1315 se Erikovi a Valdemarovi podařilo na úkor jejich bratra ovládnout velkou část švédského království. Politickou kariéru obou bratrů Birger drasticky ukončil. Během oslav Vánoc v roce 1317 na hradě Nyköping Birger bratry zajal a pravděpodobně nechal vyhladovět k smrti. Manželky obou bratrů se zasazovaly o propuštění svých manželů. Roku 1318 se potvrdilo, že zemřeli. Valdemarova vdova získala určité pozemky a ve Švédsku zůstala až do své smrti, zřejmě roku 1357.